# Impressions (존 콜트레인의 음반)
| 전문가 평가                          | 전문가 평가 |
| 평가 점수                            | 평가 점수   |
| 출처                                 | 점수        |
| ------------------------------------ | ----------- |
| AllMusic                             | [ 3 ]       |
| Down Beat (Original LP release)      | [ 4 ]       |
| Down Beat (Reissue)                  | [ 5 ]       |
| The Rolling Stone Jazz Record Guide  | [ 6 ]       |
| Encyclopedia of Popular Music        | [ 7 ]       |
| The Penguin Guide to Jazz Recordings | [ 8 ]       |

《Impressions》는 1963년 7월 임펄스! 레코드가 발매한 미국의 재즈 음악가 존 콜트레인의 라이브 및 스튜디오 음반이다.

## 반응
1963년 8월 29일 《다운비트》 잡지 비평가 하비 피카는 5성 리뷰에서 "이 음반의 모든 음악이 (다섯 별 등급이 의미하는 것은 아니지만) 일부는 훌륭하다"고 이 음반을 요약했다.

## 대중음악에 미치는 영향
로저 맥귄에 따르면, 1965년 말 투어를 하는 동안, 록 밴드 버즈는 투어 버스에서 들을 수 있는 단 하나의 테이프 녹음만 있었고, 한쪽에는 라비 샹카르가, 다른 한쪽에는 콜트레인의 《Impressions》와 《Africa/Brass》가 있었다. "우리는 자동차의 교류 발전기에 연결된 펜더 앰프를 통해 그 빌어먹을 것을 50번 또는 100번 재생했다." 그 결과 밴드는 콜트레인, 특히 《Impressions》에 대한 〈India〉에 대한 직접적인 경의로 인정한 싱글 〈Eight Miles High〉의 녹음을 했다.

## 곡 목록
모든 곡들은 특별한 언급이 없는 한 존 콜트레인에 의해 작곡하였다.
| #  | 제목                    | 재생 시간 |
| -- | ----------------------- | --------- |
| 1. | 〈India〉               | 14:10     |
| 2. | 〈Up 'Gainst the Wall〉 | 3:17      |

| #  | 제목               | 재생 시간 |
| -- | ------------------ | --------- |
| 3. | 〈Impressions〉    | 15:06     |
| 4. | 〈After the Rain〉 | 4:07      |

| #  | 제목                   | 작곡            | 재생 시간 |
| -- | ---------------------- | --------------- | --------- |
| 5. | 〈Dear Old Stockholm〉 | 스탠 게츠, 민요 | 10:38     |